# Coup d'État grec du 10 octobre 1935
Le coup d'État du 10 octobre 1935 en Grèce est un soulèvement militaire organisé par le général Geórgios Kondýlis afin de renverser la Deuxième République hellénique et de restaurer la monarchie dans le pays.

## Histoire
Organisé par le général Geórgios Kondýlis, les lieutenants généraux Aléxandros Papágos et G. Réppas, ainsi que l'économiste D. Económou, il a lieu le 10 octobre 1935, après l'échec du coup d'État républicain du mois de mars de la même année.
Ce nouveau soulèvement contraint à la démission le Premier ministre, Panagís Tsaldáris, ainsi que le président de la République, Aléxandros Zaïmis, tandis que l'Assemblée nationale est contrainte d'approuver la restauration de la Constitution de 1911 et de nommer Kondýlis comme régent.
Par la suite, un référendum est organisé afin de confirmer la restauration de la monarchie, qui se tient le 3 novembre 1935 et dans lequel l'option monarchiste remporte un soutien écrasant, bien que les votes soient frauduleux,,,,. Le roi Georges II regagne Athènes le 25 novembre,,,,,,. Par la suite, le souverain nomme Konstantínos Demertzís en tant que président du nouveau gouvernement,,,,. Kondýlis, ayant démissionné face à l'attitude du roi qu'il considère comme modérée, meurt peu après,.